# Chuột chũi mũi sao
Chuột chũi mũi sao (tên khoa học Condylura cristata) là một loài chuột chũi nhỏ được tìm thấy trong các khu vực thấp ẩm của miền đông Canada và đông bắc Hoa Kỳ, với ghi chép dọc theo bờ biển Đại Tây Dương như xa về cực đông nam Georgia. Nó là thành viên duy nhất trong tông Condylurini và chi Condylura.
Chuột chũi mũi sao có chiếc mũi với hai mươi hai phần phụ thịt màu hồng, được sử dụng như một cơ quan cảm ứng với các thụ thể cảm giác hơn 25.000 nút nhỏ gọi là các cơ quan Eimer. Với sự giúp đỡ của các cơ quan Eimer, nó có thể hoàn toàn sẵn sàng để phát hiện các rung động sóng địa chấn. Chúng chủ yếu ăn các động vật không xương sống nhỏ, ấu trùng côn trùng và giun đất.
Loài này cũng có thể ngửi thấy mùi dưới nước, được thực hiện bằng cách thở ra bọt khí vào các vật thể hoặc đường mòn mùi hương và sau đó hít vào các bong bóng để mang mùi hương trở lại qua mũi.